# (12719) Pingré
12719 Pingre (1991 LP2) – planetoida z pasa głównego asteroid okrążająca Słońce w ciągu 3,49 lat w średniej odległości 2,3 j.a. Odkrył ją Eric Walter Elst 6 czerwca 1991 roku. Jej nazwa upamiętnia francuskiego astronoma, Alexandre'a Guy Pingré'a.